# 삼성 갤럭시 F23 5G
삼성 갤럭시 F23 5G(영어: Samsung Galaxy F23 5G)는 삼성전자에서 제조한 안드로이드 스마트폰이다. 이 핸드폰은 2022년 3월 8일에 발표되었다. 삼성 갤럭시 F 시리즈의 일부이다.